# Go Seigen
Go Seigen, geboren als Wu Qingyuan (Traditioneel Chinees: 吳清源; Fuzhou, 12 juni 1914 – Odawara, 30 november 2014), was een Chinees-Japans speler van het bordspel go.

## Biografie
Go Seigen (lees: familienaam Go, eigen naam Seigen) werd in 1914 in China geboren. Op negenjarige leeftijd leerde hij het bordspel go te spelen. Drie jaar later was hij al op professioneel niveau. Omdat Japan in die tijd de bakermat van go was, verhuisde hij naar Japan. Tussen 1933 en 1956 was Go Seigen de absolute wereldtop. Het grootste Japanse toernooi, de Oteai, won hij in die tijd 6 maal.

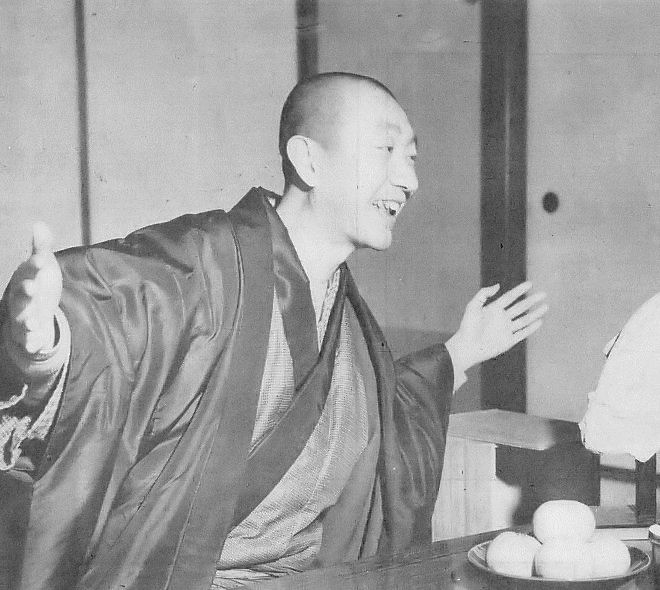
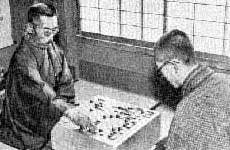

Hij werd 100 jaar oud.
- CiNii: DA00563284
- Gemeinsame Normdatei: 1023188198
- International Standard Name Identifier: 0000 0000 8440 0167
- Library of Congress Control Number: n81050517
- Bibliotheek van het Japanse parlement: 00005814
- Nationale bibliotheek van Australië: 35623193
- Nederlandse Thesaurus van Auteursnamen: 174182813
- Trove: 1018614
- Virtual International Authority File: 35773889
- WorldCat: E39PBJpDVPKMhWrRPwbcxKmGHC